# Péter Kurucz
Péter Kurucz (Budapest, 30 maggio 1988) è un ex calciatore ungherese, di ruolo portiere.

## Carriera
Nella stagione 2008-2009 ha giocato 9 partite in massima serie con la maglia del Tatabánya.
Nella stagione 2009-2010 ha esorditio in Premier League entrando al 73' di West Ham United-Manchester United quando il risultato era già sul definitivo 4-0 per i Red Devils.

## Palmarès

### Club

#### Competizioni nazionali
- Coppa d'Ungheria: 1

Ferencváros: 2014-2015
- Coppa di Lega ungherese: 1

Ferencváros: 2014-2015